# Mocsári sármány
A mocsári sármány (Melospiza georgiana)  a madarak osztályának verébalakúak (Passeriformes) rendjébe és a verébsármányfélék (Passerellidae) családjába tartozó faj.

## Rendszerezése
A fajt John Latham angol természettudós írta le 1790-ben, a Fringilla nembe Fringilla georgiana néven.

## Alfajai
- Melospiza georgiana ericrypta Oberholser, 1938
- Melospiza georgiana georgiana (Latham, 1790)[2]

## Előfordulása
Kanada, az Amerikai Egyesült Államok, Mexikó, a Bahama-szigetek, Saint-Pierre és Miquelon és a Turks- és Caicos-szigetek területén honos. Természetes élőhelyei a édesvizű tavak, folyók, patakok környéke és édesvizű és sós mocsarak. Vonuló faj.

## Megjelenése
Testhossza 15 centiméter, testtömege 11-24 gramm.
|  |

## Életmódja
Többnyire rovarokkal táplálkozik, de gyümölcsöket is fogyaszt.

## Természetvédelmi helyzete
Az elterjedési területe rendkívül nagy, egyedszáma pedig növekszik. A Természetvédelmi Világszövetség Vörös listáján nem fenyegetett fajként szerepel.